# Китовый ус

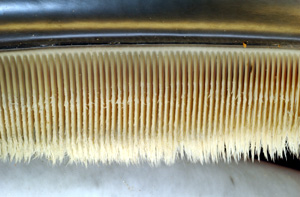
Китовый ус

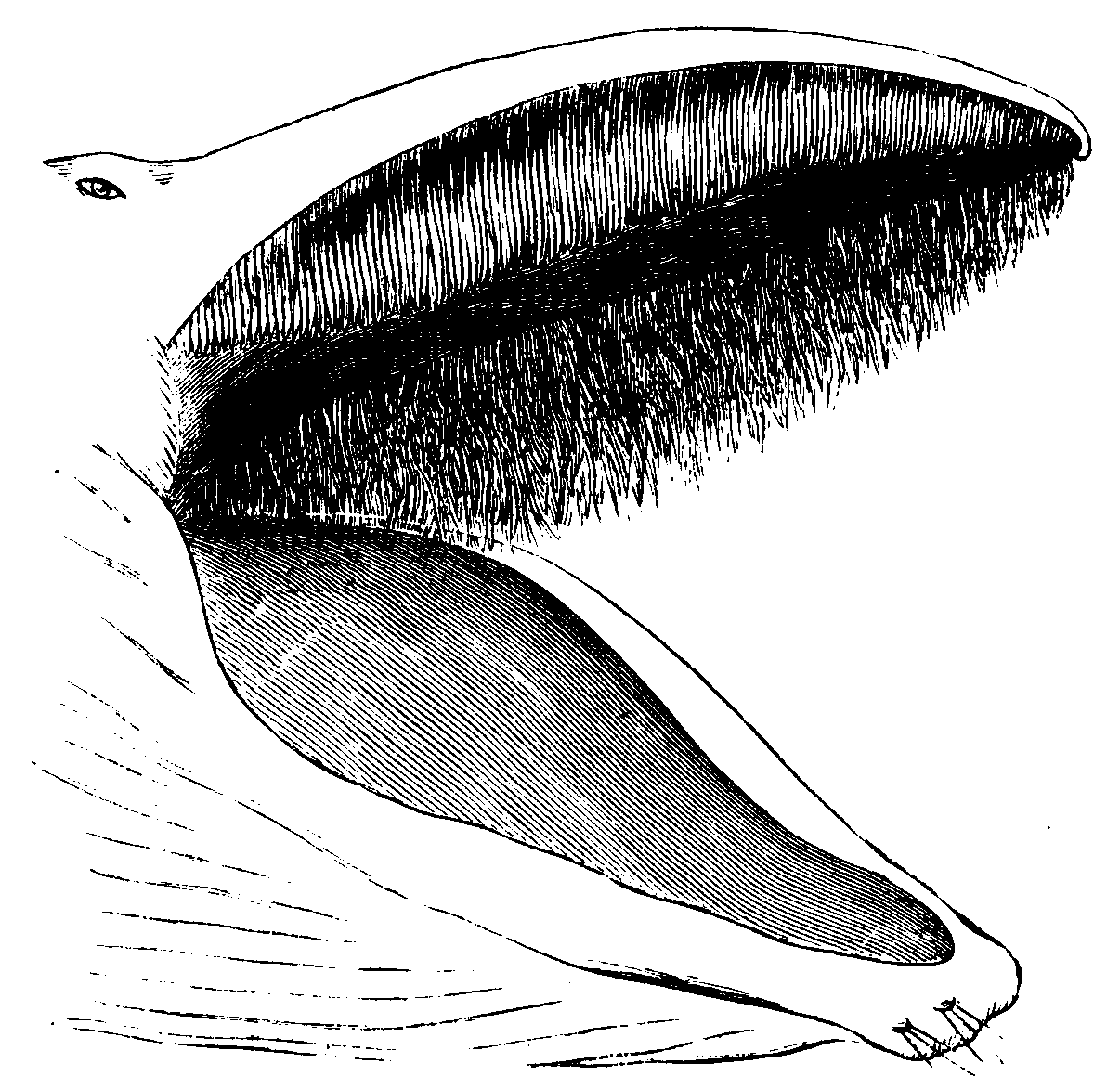
Китовый ус в открытой пасти кита

Кито́вый ус — роговые пластины у усатых китов, свисающие с нёба, которые служат для отсеивания основной пищи этих млекопитающих — планктона.

## Строение

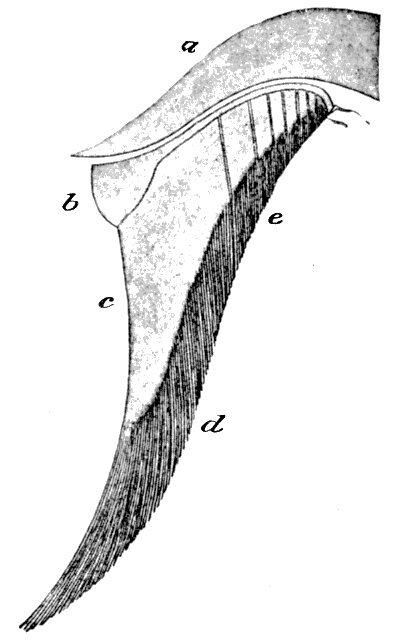
Поперечный разрез верхней челюсти усатого кита. a — кость; b — десна; c — жёсткая пластина; d и e — тонкие и длинные щетинки.

На месте отсутствующих зубов в верхней челюсти беззубого кита развиваются от 360 до 800 длинных (от 20 до 450 см) роговых пластинок, называемых «китовым усом» (отсюда название «усатые»), расположенных поперёк дёсен с интервалами 0,3—1,2 см одна за другой, ограничивая с боков ротовую полость. Внутренний край и вершина каждой пластины расщеплены на тонкие и длинные щетинки, образующие подобие густого сита, или фильтра, отцеживающего из воды планктонных моллюсков, ракообразных и мелких рыб. Отцеживание производится путём смыкания челюстей и подъема языка, вытесняющего воду из ротовой полости. Передняя поверхность каждой пластинки обыкновенно несколько выпукла, а задняя соответственно вогнута. Толщина пластинки уменьшается к нижнему краю. Нередко внутри от наружной основной пластины (в ряд с ними) располагаются более мелкие добавочные пластинки той же формы. У эмбрионов беззубых китов слизистая оболочка нёба образует ряд высоких поперечных складок, покрытых толстым роговым эпителием. По мере роста детеныша этот роговой эпителий преобразуется в роговые пластины китового уса. Китовый ус растёт в течение всей жизни кита по мере износа фильтрующей части.
В ротовой полости китов на клейкой поверхности пластин китового уса живут организмы коменсалы, которые не причиняют вреда хозяину и питаются остатками его пищи: маленькие, весьма многочисленные веслоногие рачки баленофилусы (очищающие поверхность усов от липкого налета, образованного остатками пищи), круглый червь одонтобиус, поселяющийся в деснах между усовыми пластинами.

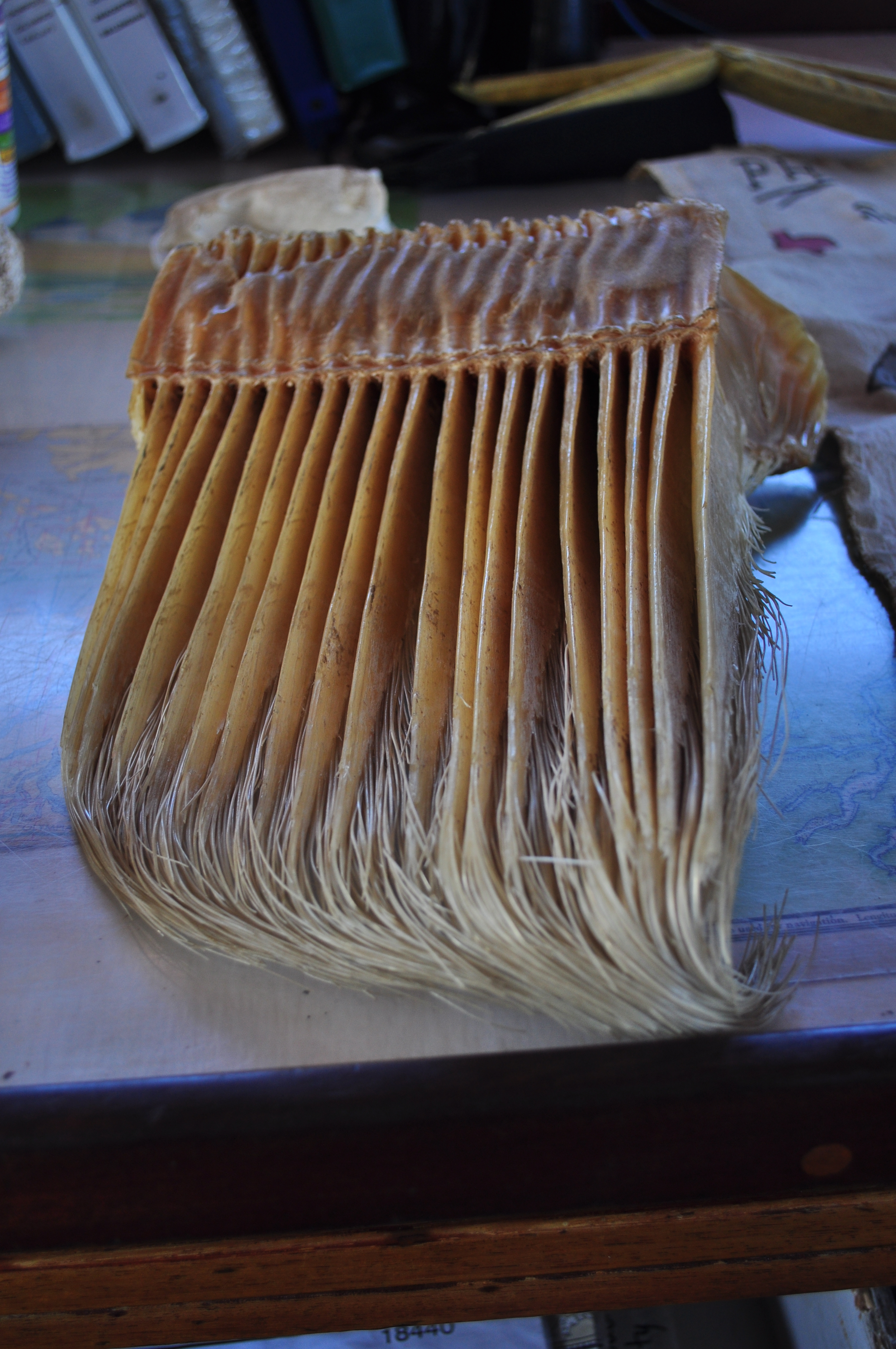
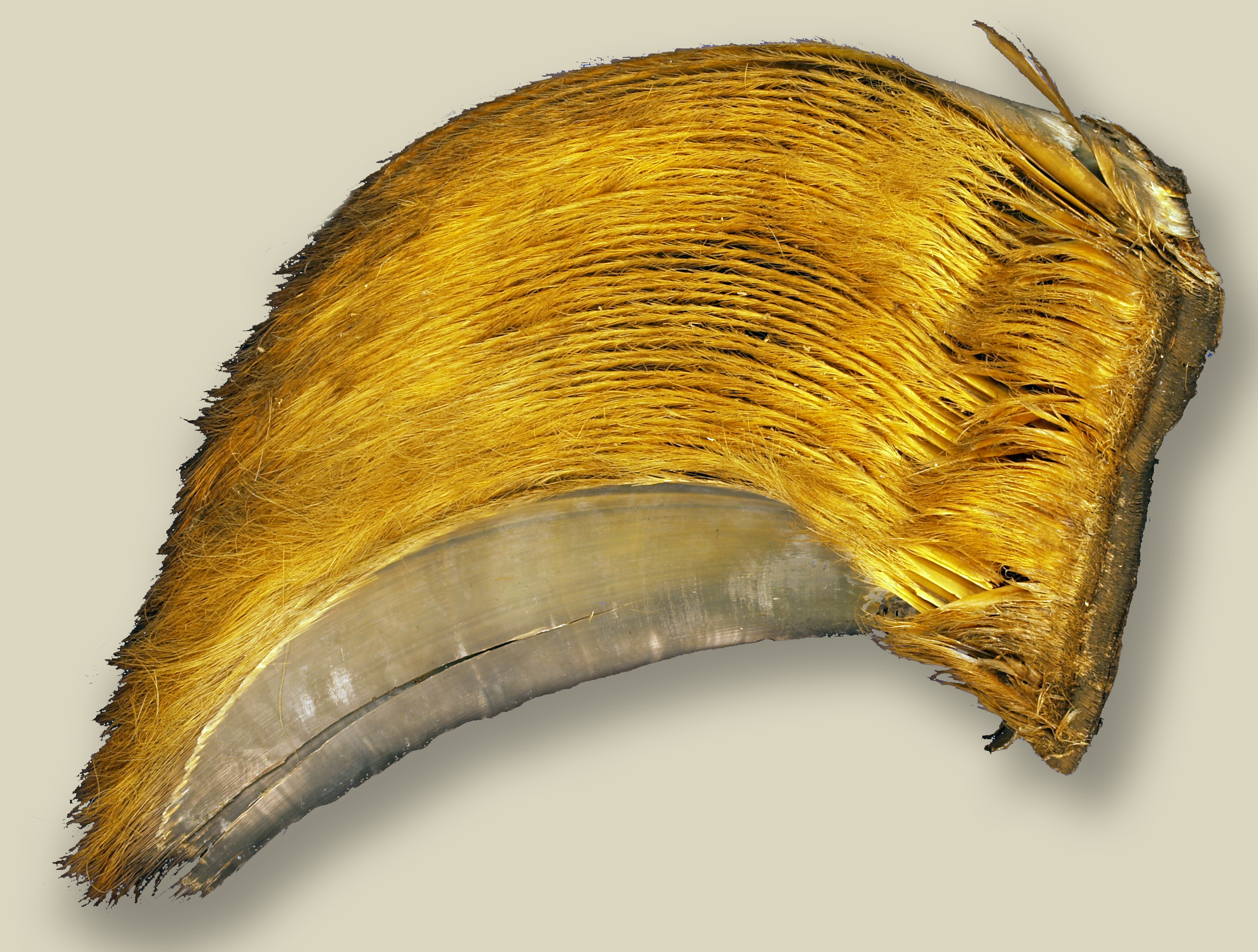
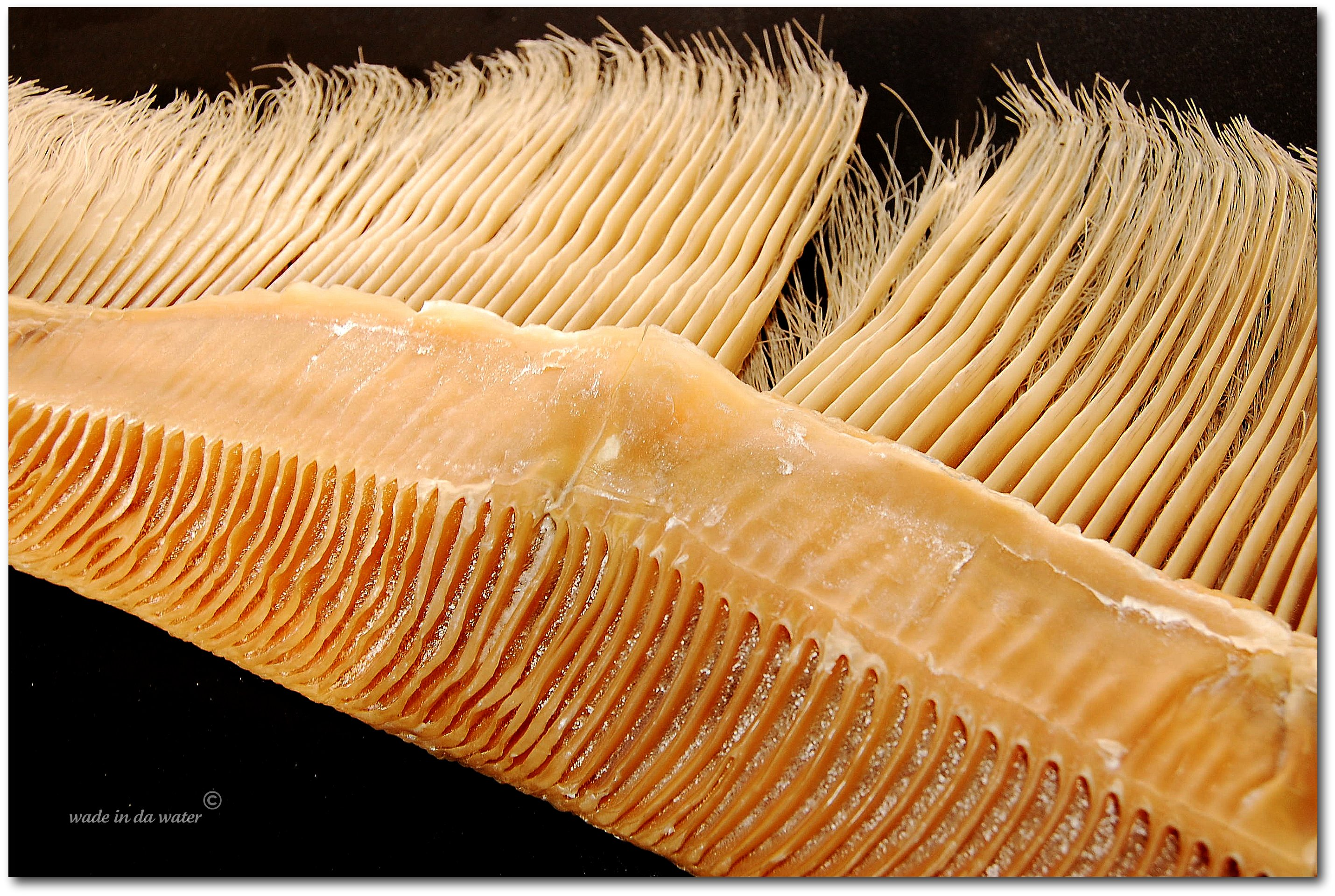
Китовый ус горбатого кита
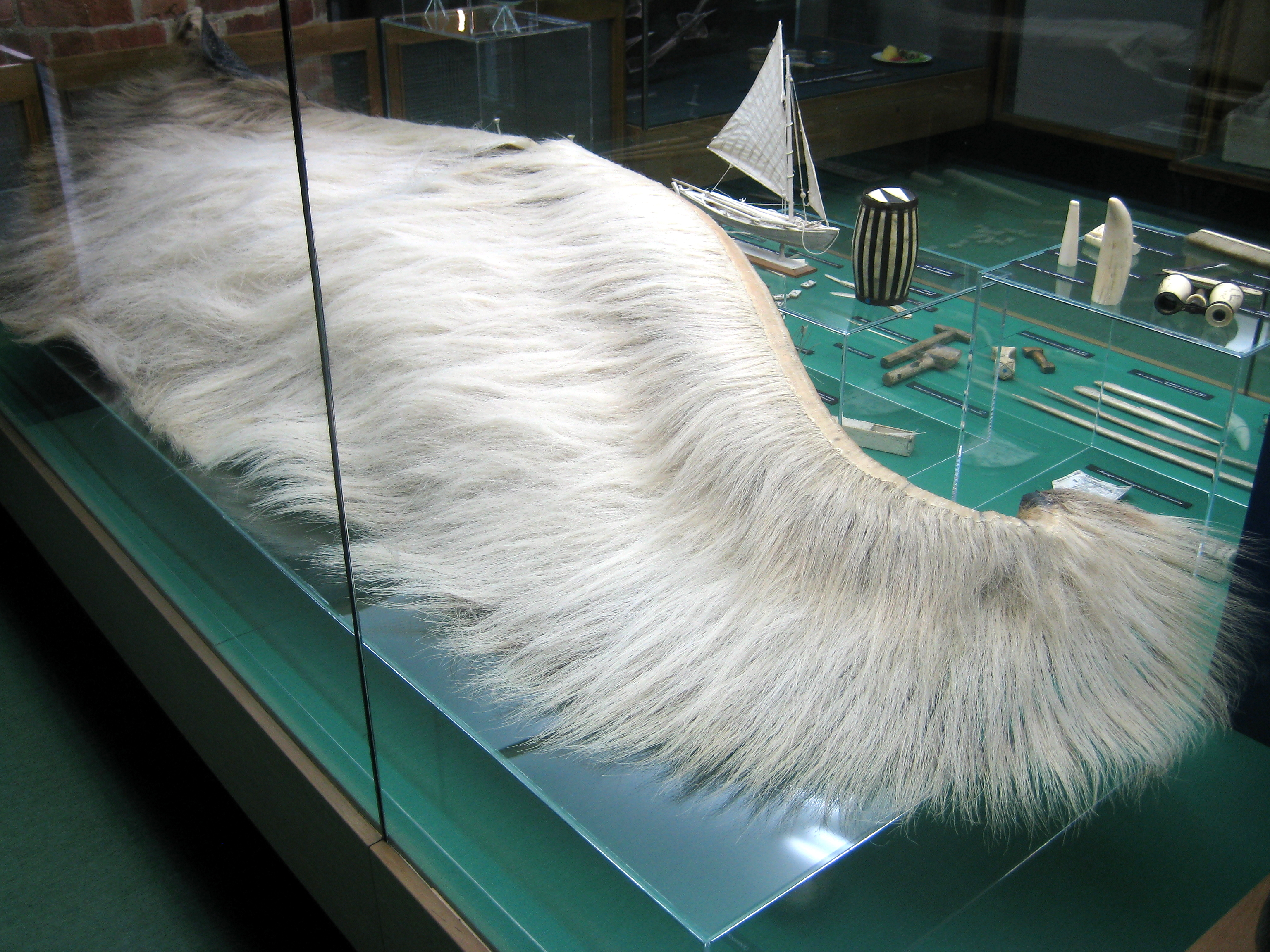
Китовый ус финвала
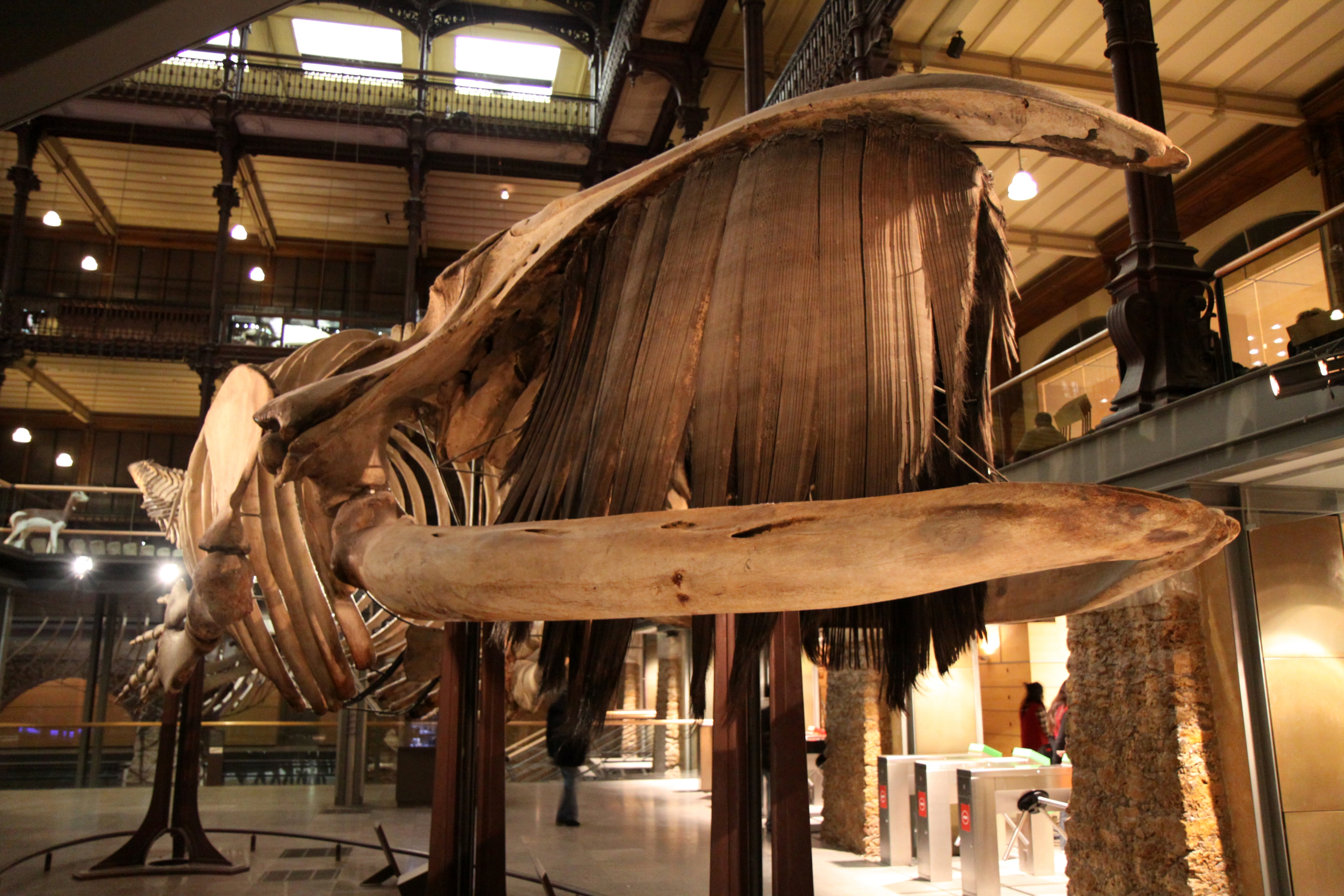
Скелет южного гладкого кита с китовым усом
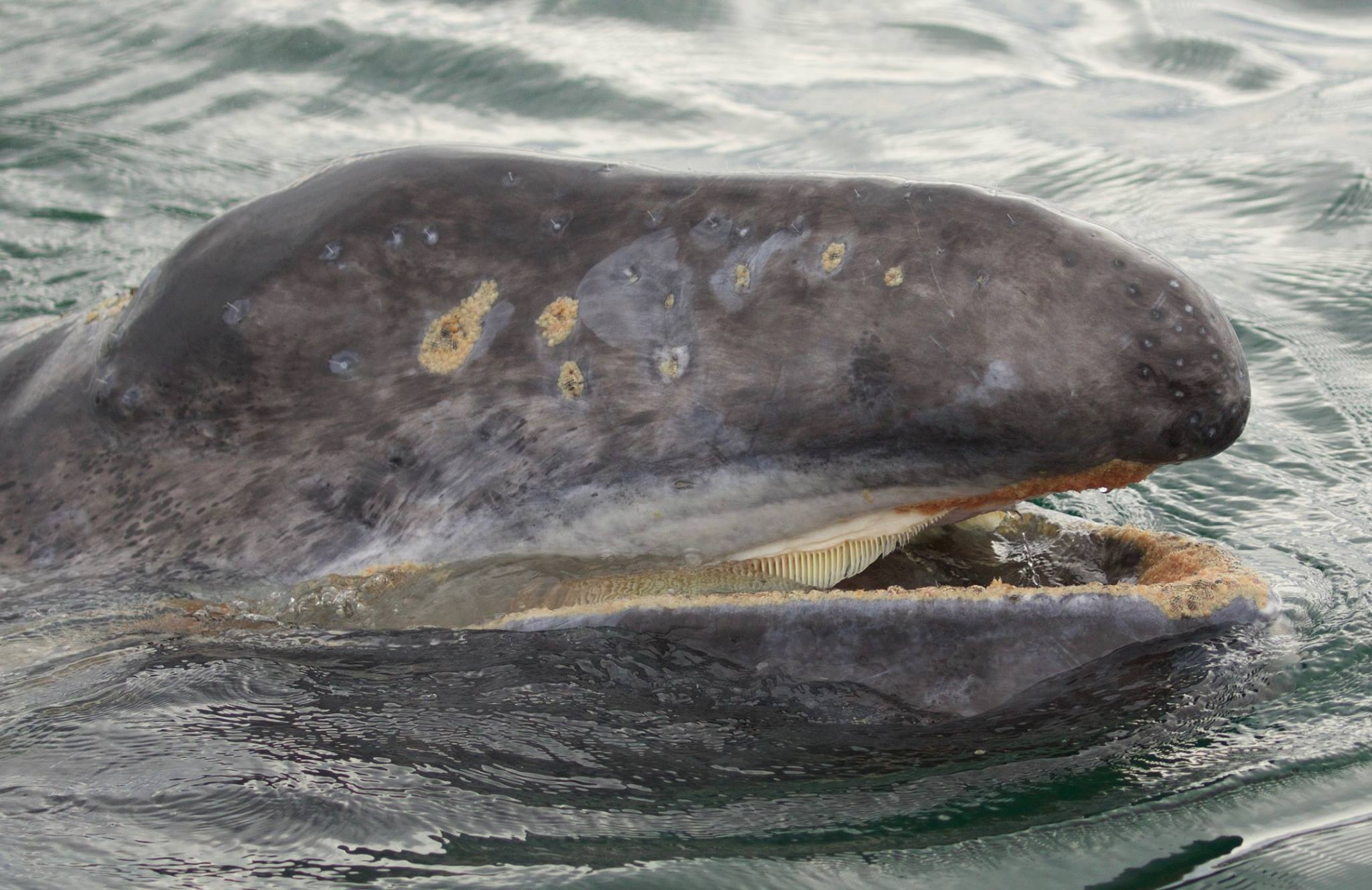
Детёныш серого кита; во рту виден китовый ус

## Структура и химический состав
По структуре китовый ус напоминает волосы и когти, то есть является придатком кожи, а не костной тканью зубов.

## Применение людьми

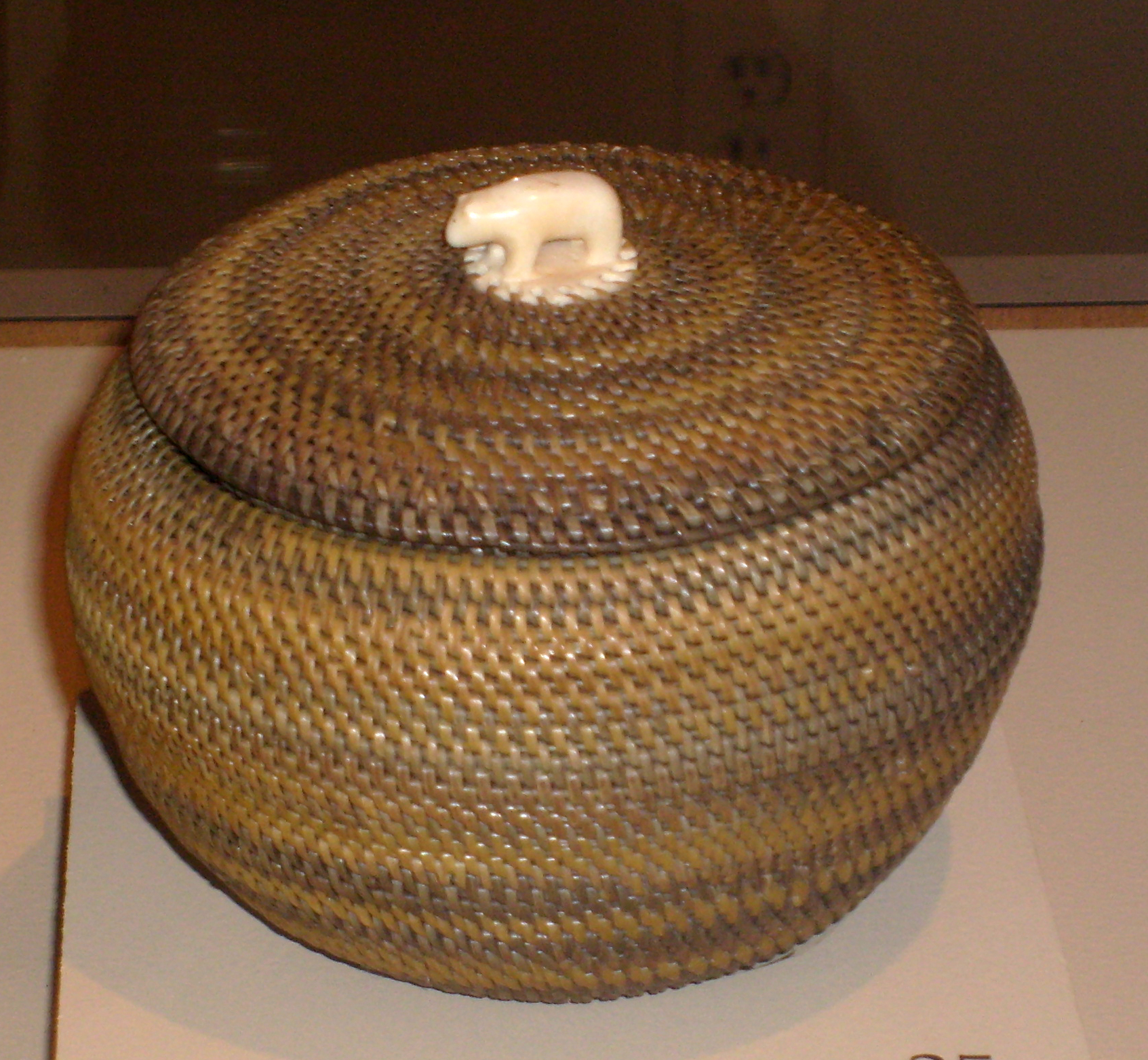
Инупиатская корзина из китового уса, изготовленная мастером по плетению Кингуктуком из Уткиагвика (Аляска). Экспонируется в Музей нас, Сан-Диего, Калифорния.

Ранее китовый ус, до распространения пластмасс, являлся одним из наиболее ценных продуктов китобойного промысла. Доходы американцев только с прибрежного китоловства у берегов Аляски с 1868 по 1890 год составили свыше 22 миллионов золотых рублей. Одного китового уса было добыто на 16 500 000 рублей, что с излишком покрыло всю сумму, затраченную американцами на приобретение Аляски, а ещё в 1897 году один фунт китового уса на рынках Сан-Франциско стоил 4 доллара.
Китовый ус применяется для различных поделок; щетиной из китового уса набивают мебель и матрацы, из китового уса делают щётки и тому подобное. Из тонких полосок уса плели сиденья стульев, сетки для кроватей, изготовляли кузова экипажей, оконные решетки для лавок и складов. Из китового уса, разрезанного на тонкие волокна, делали сита и решета. Волокна из китового уса шли также на изготовление париков, плюмажей для солдатских шлемов.
До изобретения пластмасс китовый ус применялся при шитье одежды (кринолины) и корсажного белья как материал для элементов, придающих определённую форму, например, бюска. В результате словосочетание «китовый ус» до сих пор применяется как синоним таких деталей, вне зависимости от материала, из которого они изготовлены.
Китовый ус очень ценился народами Севера, из которого изготавливали различные сосуды, им подбивали полозья нарт, делали оружие, из волокон его плели сети, лески для удочек, использовали при охоте на полярного медведя и волков таким образом: китовый ус, согнутый в дугу, с насаженным мясом замораживали концами во льду и укрепляли веревкой на месте, так что он не мог распрямиться; будучи проглоченным животным, лед вскоре растаивал и ус распрямлялся, пронзая желудок животного, что вело к его смерти.

## В литературе
- «Сказание о Кише» (1904) — новелла Джека Лондона. Киш, отец которого погиб в схватке с полярным медведем, спасая людей от голодной смерти, придумал новый способ охоты на белого медведя. Используя китовый ус, заострённый с двух сторон как игла, он скручивает его и заворачивает в шарики из тюленьего жира, которые выставляет на мороз, где они застывают. На охоте Киш бросает эти шарики медведям. Медведи проглатывают их, жир в желудке тает, в результате чего ус распрямляется, что причиняет зверю страшную боль и изматывает его, после чего его было легче убить.
- Аналогичный вышеописанному метод охоты использует Сайрус Смит из «Таинственного острова» Жюля Верна, называя его алеутским изобретением.